# ロトスコープ
ロトスコープ（英語: rotoscoping）はアニメーション手法のひとつ。「ロト」と略すこともあり、「ロトする」などとも言う。

## 概要
モデルの動きをカメラで撮影し、それをトレースしてアニメーションにする手法。マックス・フライシャーにより考案され、短編アニメーション映画『インク壺の外へ』（1919年）で初めて商業作品に使用された。
1934年にフライシャースタジオが所有していたロトスコープに関する特許の独占権の期限が切れ、他の会社でもロトスコープの使用が見られるようになった。ディズニーのアニメーション映画『白雪姫』（1937年）、ラルフ・バクシのアニメーション映画『指輪物語』（1978年）などが有名である。ワーナー・ブラザースのルーニー・テューンズやメリー・メロディーズでも時折使用され、1939年に公開されたメトロ・ゴールドウィン・メイヤー製作のカートゥーンPetunia Natural Parkでは登場人物であるThe Captain and the Kidsに対してロトスコープが使用された。また『スター・ウォーズ』シリーズに登場するライトセーバーの光刃も、俳優の持つダミーの棒をトレースして描画している。
ロトスコープは未熟なアニメーターでもリアリティのある動画制作を可能にするものとして当初は考案された。しかしフライシャーはむしろ、実写をなぞることでできあがる動きの奇妙さ（単純化を行なうアニメーションにそぐわないリアリティの創出）に注目し、その物珍しさを興行的な売りとすることとなった。
一方、ディズニーは逐語的に映像をなぞるのではなく、トレース箇所を選択しつつ動きに誇張を加えることにより、キャラクターの動きにリアリティを付与する方向を選んだ（『白雪姫』、1937）。中華人民共和国やソ連の国営スタジオにおいても、ディズニーの影響から、同様の技法が用いられるようになる。
ロトスコープは歴史的に議論の的となっており、実写を用いるがゆえに純粋なる運動の創造ではないという批判をつねに浴びてきた（ラルフ・バクシの実践など）。撮影の手間と機材の用意を考慮すれば、非常に贅沢な制作方法と言えるが、近年はデジタルアニメの技術向上などにより、インディーズのアニメにも時折使用される。
また、ライブアクションモデルによる演技を完全にトレースするのではなく、あくまでアニメーションを作成するための参考に留めておくといった場合もある。例として、映画『バンビ』では、アニメーターたちはリアリティのある動物の動きを表現するために、スタジオの中で実際に動物を飼ってその動きを参考にしながらアニメーションを作成した。このような場合は厳密にはロトスコープとは呼べない。